# زواردونگ
زواردونگ (به لهستانی:  Zwardoń) یک روستا در لهستان است که در گمینا رایچا واقع شده‌است. زواردونگ ۱٬۰۰۰ نفر جمعیت دارد و ۶۹۰ متر بالاتر از سطح دریا واقع شده‌است.